# Teodoro Lovati
Teodoro Lovati (Pavia, 12 marzo 1800 – Pavia, 18 settembre 1872) è stato un medico italiano.
Fu per molti anni professore all'Università degli Studi di Pavia, dove tenne la cattedra di ostetricia teorico pratica. Nel 1860 fu Rettore dell'Ateneo e dal 1861 preside della Facoltà.
Divenne ordinario, dell'unica cattedra di Ostetricia teorico pratica nel 1829, succedendo al prof. Paolo Bongiovanni che l'aveva ricoperta dall'istituzione della Scuola, avvenuta per decreto imperiale nel 1819, nei locali contigui e comunicanti con l'Ospizio degli Esposti.
A lui si devono la messa a punto della strumentazione e di tutto quanto necessitava all'insegnamento di Ostetricia nella Facoltà. Dette alle stampe tre manuali per gli studenti, ristampati in più edizioni che per le generazioni studentesche delle varie Scuole di Ostetricia, sparse in Italia, costituirono fino alla fine dell'Ottocento un magistrale punto di riferimento. Il prestigio acquisito lo portò a ricoprire nel 1860 la carica di Rettore dell'Ateneo e dal 1861 fino alla morte quella di preside della Facoltà.
Fu tra i maestri di Malachia De Cristoforis.

## Opere
- Teodoro Lovati, Manuale di ostetricia minore,  2. ediz., Pavia, tip. Eredi Bizzoni, 1850
- Teodoro Lovati, Manuale del parto meccanico od istrumentale, lezioni tenute nell'Università di Pavia dal professore Cav. Teodoro Lovati nell'anno scolastico 1851, Milano, Tip. dei f.lli Rechiedei, 1872